# Octave Hamelin
Octave Hamelin (ur. 22 lipca 1856 w Lion d’Angers, zm. 11 września 1907 w Courant d'Huchet w Landes) − francuski filozof idealista. Wzorował się na poglądach Charlesa Renouviera, u którego studiował na Sorbonie.

## Twórczość
Hamelin swoje największe prace poświęcił:
- Kartezjuszowi: „Le systéme de Descartes"
- Arystotelesowi: „Le système d'Aristote”, „La théorie do l'intellect d'après Aristote et ses commentateurs"
- Renouvierowi: „Le système do Renouvier”

Eseje Hamelina wydano pt. „Essai sur les éléments principaux de la représentation”.

## Myśli filozoficzne i ideologiczne
Hamelin rozwinął neokantyzm Renouviera i J. Lachelinera w kierunku skrajnego racjonalizmu. Punktem wyjścia jego ujęcia stała się przeprowadzona przez Renouviera krytyka teorii kategorii u Kanta. Hamelin uważa, że myślenie a priori rozszerza naszą wiedzę o rzeczywistości oraz w zupełności objawia i czyni zrozumiałym przez dokonanie racjonalnej dedukcji. Stąd wiedza nie będzie już ujmowana jako inwazja obcych elementów na osamotniony podmiot, ale ujawni się w działaniu podmiotu wraz z jego możliwościami.
Hamelin swoje badania nad zagadnieniami teoriopoznawczymi, a zwłaszcza kategoriami myślenia poprowadził w duchu heglowskim, na zasadzie triady przeciwieństw: tezy, antytezy czy syntezy. W tym znaczeniu są one interpretowane jako prawa koniecznej korelacji przeciwstawnych pojęć w myśleniu, takich jak: a) relacja- liczba; b) czas-przestrzeń; c) przyczynowość-konieczność.
Pojęcia te miały służyć apriorystycznej rekonstrukcji rzeczywistości interpretowanej jako człon relacji między członkiem kształtującym świadomą własnej wartości „osobowość” a Bogiem jako fundamentem jednoczącym całe uniwersum.
Hamelin uważany jest za twórcę „racjonalizmu integralnego”.